# Providence Bruins

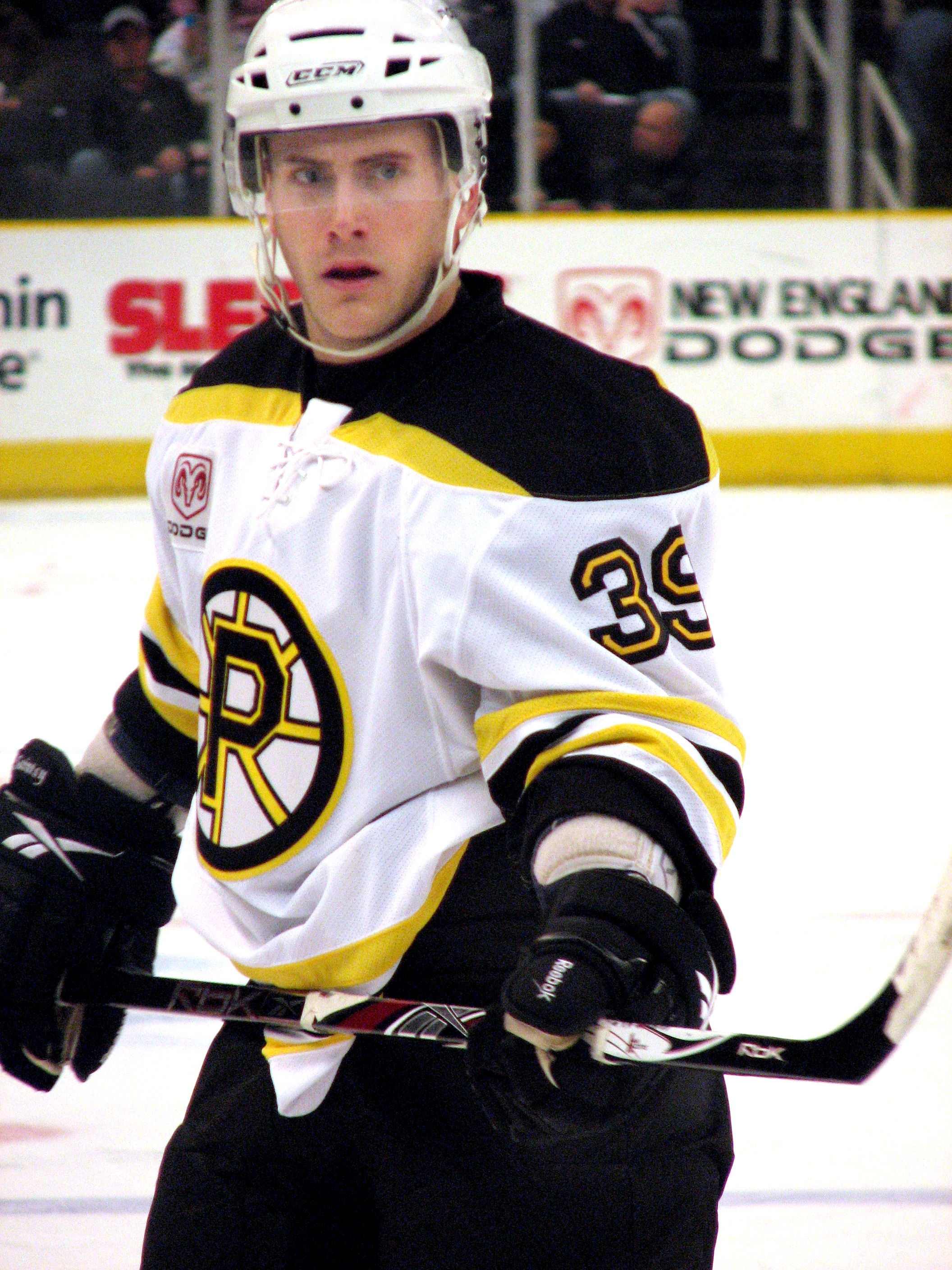
Dresy Providence se příliš neliší od dresu Boston Bruins, na obrázku Martin St.Pierre

Providence Bruins je profesionální americký klub ledního hokeje, který sídlí v Providence ve státě Rhode Island. Do AHL vstoupil v ročníku 1992/93 a hraje v Atlantické divizi v rámci Východní konference. Své domácí zápasy odehrává v hale Dunkin' Donuts Center s kapacitou 11 075 diváků. Klubové barvy jsou černá, zlatá a bílá. Po celou existenci klubu se jedná o farmu klubu NHL Boston Bruins.

## Historie
Providence Bruins se přestěhovali z Portlandu, z amerického státu Maine po jednání starosty města Providence Buddyho Cianciho s vlastníky Maine Mariners Frankem DuRossem a Edem Andersonem aby přemístili klub do tohoto města.
Bruins vyhráli svůj první Calder Cup, cenu pro vítěze AHL v roce 1999. K úspěchu vedli tým především tehdy začínající trenér Peter Laviolette a vítěz Les Cunningham Award pro nejužitečnějšího hráče ligy Randyho Robitaille. Bruins porazili ve finále Calder Cupu Rochester Americans 4:1.
V sezoně 2001/02 podepsali Bruins smlouvu s tehdy třináctiletým varhaníkem Benem Schwartzem, který se tak stal oficiálním varhaníkem klubu a nejmladším varhaníkem historie sportů v Severní Americe. Schwartz byl varhaníkem pro Bruins až do roku 2008.
Ještě před Bruins hrál ve městě jiný hokejový klub, Providence Reds, který právě v roce 1977 odešel do Binghamtonu, nyní hraje pod jménem Hartford Wolf Pack.

## Exil v sezoně 2020/21
Kvůli pandemii koronaviru odehraje celek sezonu 2020/21 v Marlborough ve státě Massachusetts.

## Úspěchy klubu
- Vítěz AHL – 1x (1998/1999)
- Vítěz základní části – 3x (1998/99, 2007/08, 2012/13)
- Vítěz konference – 1x (1998/99)
- Vítěz divize – 6x (1992/93, 1998/99, 2002/03, 2007/08, 2012/13, 2019/20)

## Umístění v jednotlivých sezonách
Stručný přehled
Zdroj:
- 1992–1996: American Hockey League (Severní divize)
- 1996–2001: American Hockey League (Divize New England)
- 2001–2002: American Hockey League (Východní divize)
- 2002–2003: American Hockey League (Severní divize)
- 2003– : American Hockey League (Atlantická divize)

Jednotlivé ročníky
Zdroj:
Legenda: Z – zápasy, V – výhry, R- remízy, P – porážky, PP – porážky v prodloužení či na samostatné nájezdy, VG – vstřelené góly, OG – obdržené góly, B – body
| USA / Kanada (1992 – ) |                          |        |    |    |    |    |    |     |     |     |        |
| Sezóny                 | Liga                     | Úroveň | Z  | V  | R  | PP | P  | VG  | OG  | B   | Pozice |
| 1992/93                | AHL (Severní divize)     | 2      | 80 | 46 | 2  | –  | 32 | 384 | 348 | 94  | 1.     |
| 1993/94                | AHL (Severní divize)     | 2      | 80 | 28 | 13 | –  | 39 | 283 | 319 | 69  | 5.     |
| 1994/95                | AHL (Severní divize)     | 2      | 80 | 39 | 11 | –  | 30 | 300 | 268 | 89  | 3.     |
| 1995/96                | AHL (Severní divize)     | 2      | 80 | 30 | 10 | 4  | 36 | 249 | 280 | 74  | 4.     |
| 1996/97                | AHL (Divize New England) | 2      | 80 | 35 | 3  | 2  | 40 | 262 | 289 | 75  | 4.     |
| 1997/98                | AHL (Divize New England) | 2      | 80 | 19 | 7  | 5  | 49 | 211 | 301 | 50  | 5.     |
| 1998/99                | AHL (Divize New England) | 2      | 80 | 56 | 4  | 4  | 16 | 321 | 223 | 120 | 1.     |
| 1999/00                | AHL (Divize New England) | 2      | 80 | 33 | 6  | 3  | 38 | 231 | 269 | 75  | 5.     |
| 2000/01                | AHL (Divize New England) | 2      | 80 | 35 | 10 | 4  | 31 | 245 | 242 | 84  | 3.     |
| 2001/02                | AHL (Východní divize)    | 2      | 80 | 35 | 8  | 4  | 33 | 190 | 223 | 82  | 3.     |
| 2002/03                | AHL (Severní divize)     | 2      | 80 | 44 | 11 | 5  | 20 | 268 | 227 | 104 | 1.     |
| 2003/04                | AHL (Atlantická divize)  | 2      | 80 | 36 | 11 | 4  | 29 | 170 | 170 | 87  | 4.     |
| 2004/05                | AHL (Atlantická divize)  | 2      | 80 | 40 | –  | 10 | 30 | 211 | 202 | 90  | 4.     |
| 2005/06                | AHL (Atlantická divize)  | 2      | 80 | 43 | –  | 6  | 31 | 254 | 217 | 92  | 4.     |
| 2006/07                | AHL (Atlantická divize)  | 2      | 80 | 44 | –  | 6  | 30 | 251 | 218 | 94  | 3.     |
| 2007/08                | AHL (Atlantická divize)  | 2      | 80 | 55 | –  | 7  | 18 | 280 | 206 | 117 | 1.     |
| 2008/09                | AHL (Atlantická divize)  | 2      | 80 | 43 | –  | 8  | 29 | 238 | 232 | 94  | 2.     |
| 2009/10                | AHL (Atlantická divize)  | 2      | 80 | 36 | –  | 6  | 38 | 207 | 226 | 78  | 7.     |
| 2010/11                | AHL (Atlantická divize)  | 2      | 80 | 38 | –  | 6  | 36 | 209 | 252 | 82  | 5.     |
| 2011/12                | AHL (Atlantická divize)  | 2      | 76 | 35 | –  | 7  | 34 | 193 | 214 | 77  | 4.     |
| 2012/13                | AHL (Atlantická divize)  | 2      | 76 | 50 | –  | 5  | 21 | 222 | 183 | 105 | 1.     |
| 2013/14                | AHL (Atlantická divize)  | 2      | 76 | 40 | –  | 11 | 25 | 233 | 210 | 91  | 3.     |
| 2014/15                | AHL (Atlantická divize)  | 2      | 76 | 41 | –  | 9  | 26 | 209 | 185 | 91  | 2.     |
| 2015/16                | AHL (Atlantická divize)  | 2      | 76 | 41 | –  | 13 | 22 | 238 | 198 | 95  | 2.     |
| 2016/17                | AHL (Atlantická divize)  | 2      | 76 | 43 | –  | 10 | 23 | 229 | 188 | 96  | 4.     |
| 2017/18                | AHL (Atlantická divize)  | 2      | 76 | 45 | –  | 5  | 26 | 231 | 187 | 95  | 4.     |
| 2018/19                | AHL (Atlantická divize)  | 2      | 76 | 38 | –  | 11 | 27 | 228 | 212 | 87  | 4.     |
| 2019/20                | AHL (Atlantická divize)  | 2      | 76 | 38 | –  | 6  | 18 | 197 | 154 | 82  | 1.     |

### Play-off
| Sezona  | 1. kolo                                                        | 2. kolo                                                        | Finále konference                                              | Finále Calder Cupu                                             |
| ------- | -------------------------------------------------------------- | -------------------------------------------------------------- | -------------------------------------------------------------- | -------------------------------------------------------------- |
| 1992/93 | porážka, 2–4, Springfield Ind.                                 | —                                                              | —                                                              | —                                                              |
| 1993/94 | mužstvo se nekvalifikovalo                                     | mužstvo se nekvalifikovalo                                     | mužstvo se nekvalifikovalo                                     | mužstvo se nekvalifikovalo                                     |
| 1994/95 | postup, 4–3, Portland                                          | porážka, 2–4, Albany                                           | —                                                              | —                                                              |
| 1995/96 | porážka, 1–3, Springfield Fal.                                 | —                                                              | —                                                              | —                                                              |
| 1996/97 | postup, 3–2, Worcester I.                                      | porážka, 1–4, Sringfield Fal.                                  | —                                                              | —                                                              |
| 1997/98 | mužstvo se nekvalifikovalo                                     | mužstvo se nekvalifikovalo                                     | mužstvo se nekvalifikovalo                                     | mužstvo se nekvalifikovalo                                     |
| 1998/99 | postup, 3–1, Worcester I.                                      | postup, 4–0, Hartford                                          | postup, 4–2, Fredericton                                       | Vítěz AHL, 4–1, Rochester                                      |
| 1999/00 | postup, 3–0, Quebec                                            | postup, 4–0, Lowell                                            | porážka, 3–4, Hartford                                         | —                                                              |
| 2000/01 | postup, 3–2, Hartford                                          | postup, 4–3, Worcester I.                                      | porážka, 1–4, Saint John                                       | —                                                              |
| 2001/02 | mužstvo se nekvalifikovalo (předkolo porážka, 0–2, St. John's) | mužstvo se nekvalifikovalo (předkolo porážka, 0–2, St. John's) | mužstvo se nekvalifikovalo (předkolo porážka, 0–2, St. John's) | mužstvo se nekvalifikovalo (předkolo porážka, 0–2, St. John's) |
| 2002/03 | porážka, 1–3, Manitoba                                         | —                                                              | —                                                              | —                                                              |
| 2003/04 | mužstvo se nekvalifikovalo (předkolo prorážka , 0–2, Portland) | mužstvo se nekvalifikovalo (předkolo prorážka , 0–2, Portland) | mužstvo se nekvalifikovalo (předkolo prorážka , 0–2, Portland) | mužstvo se nekvalifikovalo (předkolo prorážka , 0–2, Portland) |
| 2004/05 | postup, 4–2, Manchester                                        | postup, 4–1, Lowell                                            | porážka, 2–4, Philadelphia                                     | —                                                              |
| 2005/06 | porážka, 2–4, Portland                                         | —                                                              | —                                                              | —                                                              |
| 2006/07 | postup, 4–3, Hartford                                          | porážka, 2–4, Manchester                                       | —                                                              | —                                                              |
| 2007/08 | postup, 4–0, Manchester                                        | porážka, 2–4, Portland                                         | —                                                              | —                                                              |
| 2008/09 | postup, 4–1, Portland                                          | postup, 4–2, Worcester S.                                      | porážka, 1–4, Hershey                                          | —                                                              |
| 2009/10 | mužstvo se nekvalifikovalo                                     | mužstvo se nekvalifikovalo                                     | mužstvo se nekvalifikovalo                                     | mužstvo se nekvalifikovalo                                     |
| 2010/11 | mužstvo se nekvalifikovalo                                     | mužstvo se nekvalifikovalo                                     | mužstvo se nekvalifikovalo                                     | mužstvo se nekvalifikovalo                                     |
| 2011/12 | mužstvo se nekvalifikovalo                                     | mužstvo se nekvalifikovalo                                     | mužstvo se nekvalifikovalo                                     | mužstvo se nekvalifikovalo                                     |
| 2012/13 | postup, 3–2, Hershey                                           | porážka, 3–4, Wilkes-Barre/Scranton                            | —                                                              | —                                                              |
| 2013/14 | postup, 3–2, Springfield                                       | porážka, 3–4, Wilkes-Barre/Scranton                            | —                                                              | —                                                              |
| 2014/15 | porážka, 2—3, Hartford                                         | —                                                              | —                                                              | —                                                              |
| 2015/16 | porážka, 0—3, Wilkes-Barre/Scranton                            | —                                                              | —                                                              | —                                                              |
| 2016/17 | postup, 3—2, Wilkes-Barre/Scranton                             | postup, 4—3, Hershey                                           | porážka, 1—4, Syracuse                                         | —                                                              |
| 2017/18 | porážka, 1—3, Lehigh Valley                                    | —                                                              | —                                                              | —                                                              |
| 2018/19 | porážka, 1—3, Charlotte                                        | —                                                              | —                                                              | —                                                              |
| 2019/20 | sezona nedohrána kvůli pandemii koronaviru                     | sezona nedohrána kvůli pandemii koronaviru                     | sezona nedohrána kvůli pandemii koronaviru                     | sezona nedohrána kvůli pandemii koronaviru                     |

## Individuální rekordy týmu

### V jedné sezoně
Góly: 41  Tim Sweeney (1992/93)

Asistence: 74  Randy Robitaille (1998/99)

Body: 102  Randy Robitaille (1998/99)

Trestné minuty: 407  Aaron Downey (1997/98)

Průměr obdržených gólů na zápas: 1.79  Daniel Vladař (2019/20)

Procentuální úspěšnost zákroků: 0.941  Tim Thomas (2003/04)

### Za dobu působení v týmu
Góly: 101, Andy Hilbert 

Asistence: 110, Alexandr Chochlačov

Body: 210 , Andy Hilbert

Trestné minuty: 1 059, Aaron Downey

Výhry (brankáři): 86, Zane McIntyre 

Čistá konta: 11, Zane McIntyre 

Odehrané zápasy: 364, Tommy Cross